# Mélilite
Ne doit pas être confondu avec Mellite (minéral).
Les minéraux du groupe de la mélilite sont des silicates qui ont pour formule générale [8]X2[4]Y[4]Z2O7, où [N] signifie nombre de coordination N.
Ce groupe comprend plusieurs minéraux, les plus importants étant les suivants :
- Åkermanite : X = Ca, Y = Mg, Z = Si ; Ca2MgSi2O7
- Gehlénite : X = Ca, Y = Al, Z = (Al,Si) ; Ca2Al[AlSiO7]
- Mélilite : X = (Ca,Na), Y = (Mg,Fe,Al), Z = (Al,Si) ; (Ca,Na)2(Mg,Fe,Al)[(Al,Si)SiO7]
- Okayamalite : X = Ca, Y = B, Z = (Si,B) ; Ca2B(BSiO7)
- Hardystonite : X = Ca, Y = Zn, Z = Si ; Ca2ZnSi2O7
- Gugiaïte : X = Ca, Y = Be, Z = Si ; Ca2BeSi2O7

Tous ces minéraux ont une symétrie tétragonale et un groupe d'espace {\displaystyle P{\bar {4}}2_{1}m}.
Si l'on compare la formule de l'åkermanite et celle de la gehlénite, on voit que dans le groupement [Si2O7]6− un atome de silicium est remplacé par un atome d'aluminium, l'électro-neutralité provenant du remplacement d'un cation bivalent (le magnésium) par un cation trivalent (l'aluminium).
Dans la mélilite, les substitutions sont plus complexes et concernent aussi une partie du calcium, qui est remplacée par le sodium.

## Structure cristalline

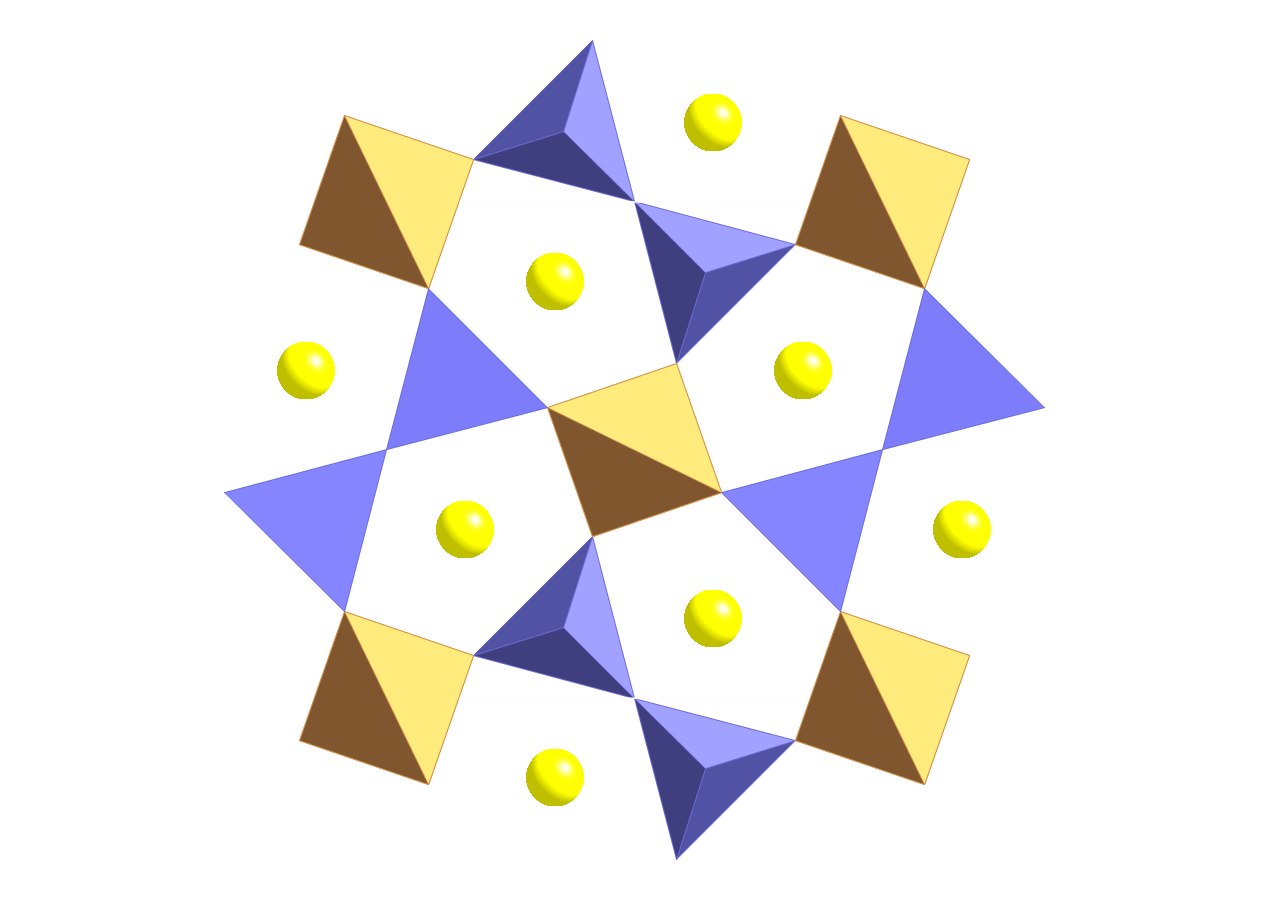
Représentation de la structure de la mélilite

La structure des minéraux du groupe de la mélilite consiste en feuillets de tétraèdres entre lesquels trouvent leur place des cations à coordination supérieure (8, en absence de déformation). La topologie est donc celle d'un phyllosilicate et de fait la classification de Zoltai place ces minéraux parmi les phyllosilicates.
Toutefois, dans la structure on peut reconnaître deux types de tétraèdres :
- les tétraèdres occupés par des atomes autres que le silicium ([4]Y dans la formule générale) ;
- les tétraèdres occupés par le silicium, éventuellement partiellement remplacé par d'autres atomes ([4]Z dans la formule générale).

Sur la base de cette distinction, la classification de Matchatski-Bragg place ces minéraux parmi les sorosilicates.

## Paragenèse
- L'åkermanite apparaît dans les calcaires et les dolomies siliceuses métamorphisées, à la suite de la réaction :

CaMgSi2O6 (diopside) +CaCO3 → Ca2MgSi2O7 + CO2
À plus haute température, l'åkermanite est instable et réagit avec la calcite :
Ca2MgSi2O7 +CaCO3 → Ca3MgSi2O8 (mérinite) + 2β-Ca2SiO4 (larnite) + CO2
Inversement, par diminution de la température et de la pression, l’åkermanite peut se décomposer :
Ca2MgSi2O7 → CaSiO3 (wollastonite) + CaMgSiO4 (monticellite)

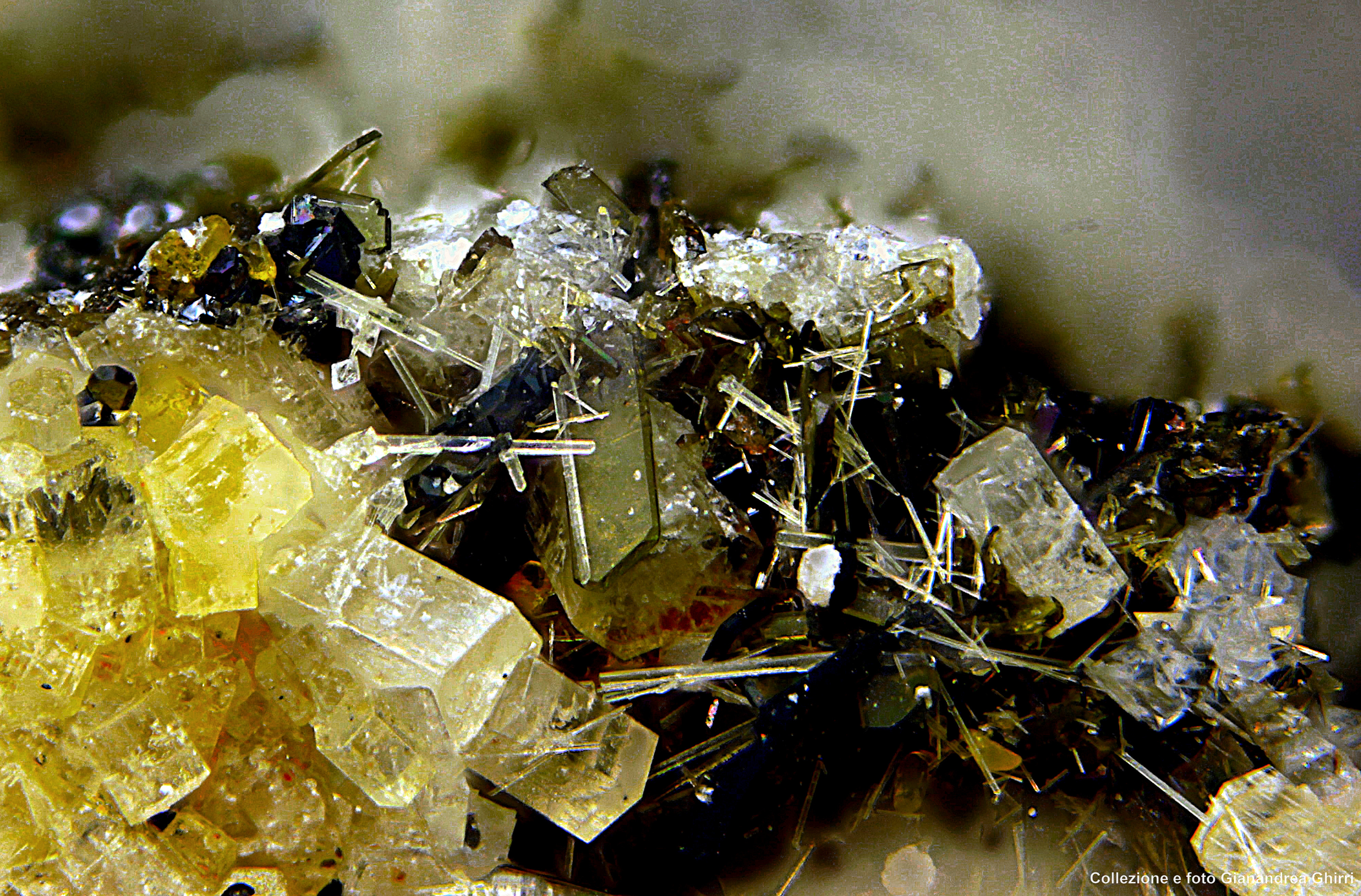
Cristaux de mélitite associés à de la néphéline et possiblement de l'augite et de la fluoroapatite

- La mélilite se trouve dans les roches feldspathoïdes formées par réaction des magmas basiques et de roches carbonatées. Elle est associée à l'augite titanifère, l'aegyrine, la néphéline, la wollastonite. On la trouve dans les basaltes associés à la pérovskite.
- L’okayamalite se trouve dans les skarns, probablement formée par désilication – déhydroxylation de la datolite.
- L'hardystonite se trouve dans les gîtes de zinc métamorphosés.

En présence de vapeur d’eau, les minéraux du groupe de la mélilite sont instables à 500 °C sous 5  à   6 bars et se décomposent en hydrogrossulaire, vésuvianite, clinopyroxènes.